# Кефалонијски фестивал змија
Кефалонијски фестивал змија одржава се 14. и 15. августа сваке године, за време празника Успенија пресвете Богородице (15. август), у селу Маркопоуло на острву Кефалонија, у Грчкој. Мале црне змије се доносе у храм у торбама или теглама, и остављају у цркви, код иконе Змијске Богородице.
Ради се о врсти Telescopus fallax cyprianus. Змије поседују неуротоксични отров, али због положаја очњака веома тешко могу да уједу човека. Појављују се у свим деловима острва од почетка до половине августа када траје сезона парења. Становници села њих сматрају светим, скупљају и постављају на среберну икону Змијске Богородице. Постоје приче из времена пре земљотреса (1953), да су се хиљаде змија појављивале почетком августа код црквеног олтара, да би недуго затим нестале. Мештани верују да ако се змије не појаве 15. августа да ће се нешто лоше десити.

## Цветање љиљана
На острву Кефалонија у различитим црквама маја сваке године, жене са острва беру љиљане и стављају их на икону Пресвете Богородице.